# Wagria
La Wagria è una penisola situata nella parte nord-orientale del Holstein nel Land tedesco dello Schleswig-Holstein, che corrisponde approssimativamente ai circondari di Plön e dell'Holstein Orientale. La parola "Wagria" deriva dal nome da una tribù dei Lechiti, i Wagri, che significa "coloro che vivono presso le baie".

## Geografia

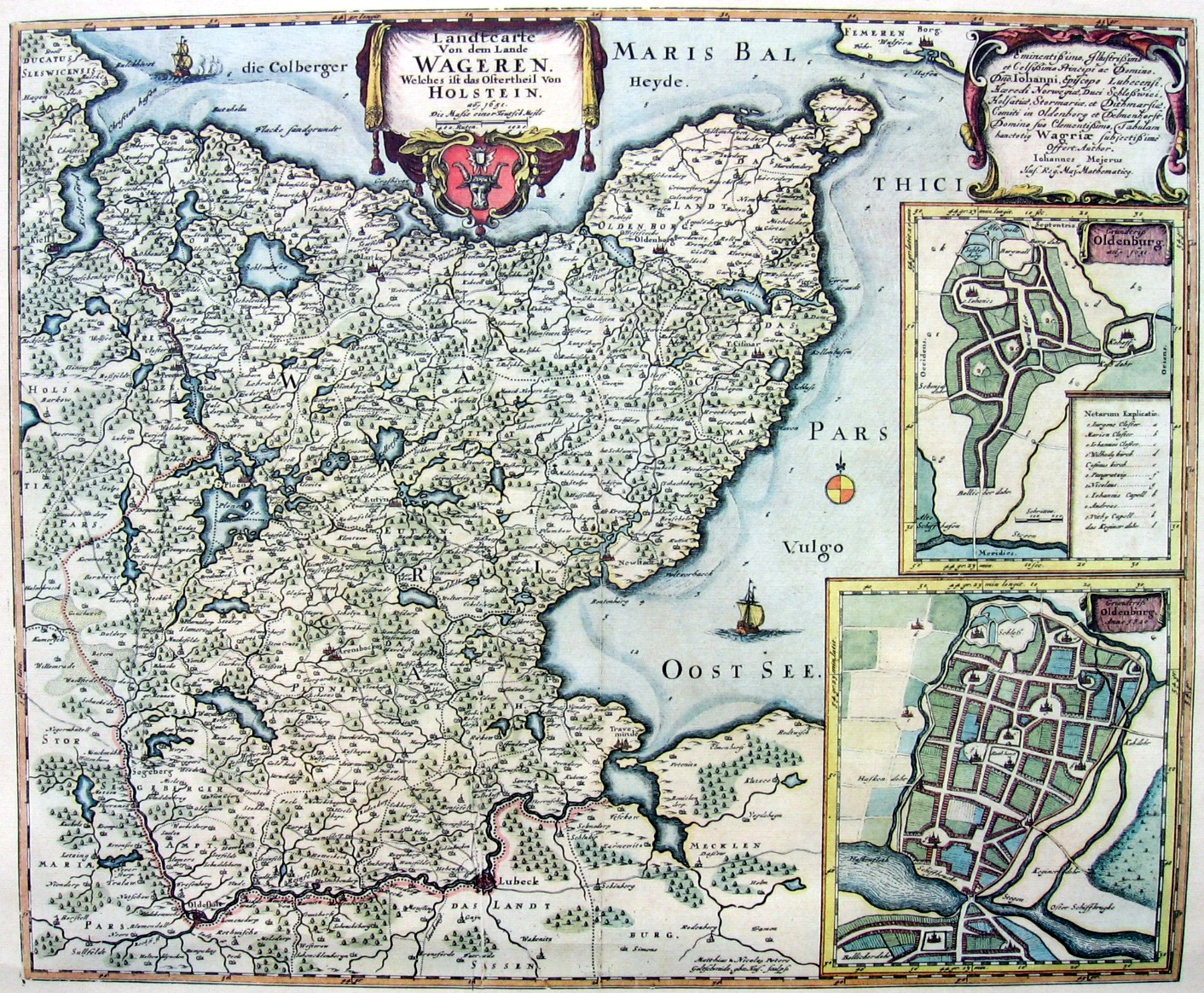
Mappa storica della Wagria (ca. 1682-88)

La radice slava del nome, Wagria, indicava non solo la cosiddetta, attuale penisola di Wagria, ma l'intera regione compresa tra il fiordo di Kiel, e nell'entroterra con i fiumi Schwentine e Trave. una regione con questo nome emerse almeno nell'VIII secolo.  
Oggi, ci si riferisce alla Wagria come penisola di Oldenburg (Oldenburgische Halbinsel) nel circondario dello Holstein Orientale.
L'altura più elevata nella penisola è il Bungsberg con 168 metri d'altitudine.
Importanti insediamenti in Wagria erano Oldenburg in Holstein, Lubecca (in slavo Liubice) e Plön (in slavo Plune).